# اوا ددووا
اوا ددووا (انگلیسی: Eva Dedova؛ زادهٔ ۲۲ فوریهٔ ۱۹۹۲) بازیگر اهل ترکیه است.
از فیلم‌ها یا برنامه‌های تلویزیونی که وی در آن نقش داشته‌است می‌توان به ظهور امپراطوری‌ها : عثمانی اشاره کرد.